# Distrito de Będzin
El distrito de Będzin (en polaco, powiat będziński) es un distrito del voivodato de Silesia (Polonia). Según el censo de 2021, tiene una población de 147 259 habitantes.
Fue constituido el 1 de enero de 1999 como resultado de la reforma del Gobierno local de Polonia aprobada el año anterior.
Está dividido en ocho municipios: cuatro urbanos (Będzin, Czeladź, Sławków y Wojkowice), uno urbano-rural (Siewierz) y tres rurales (Bobrowniki, Mierzęcice y Psary).
El distrito tiene una superficie de 364.13 km².